# Молодёжь (Гомельский район)
Молодёжь (бел. Мо́ладзь) — посёлок в Азделинском сельсовете Гомельского района Гомельской области Беларуси.

## География

### Расположение
В 5 км от железнодорожной станции Лазурная (на линии Жлобин — Гомель), 11 км на северо-запад от Гомеля.

### Гидрография
На востоке, севере и западе мелиоративные каналы, соединённые с рекой Беличанка (приток реки Уза).

## Транспортная сеть
Транспортные связи по просёлочной, затем автомобильной дороге Роги — Большевик. Планировка состоит из короткой прямолинейной улицы, ориентированной с юго-востока на северо-запад и застроенной деревянными домами усадебного типа.

## История
Основан в начале 1920-х годов переселенцами из соседних деревень на бывших помещичьих землях. В 1926 году в Уваровичском районе Гомельского округа. В 1930 году жители вступили в колхоз. Во время Великой Отечественной войны 9 жителей погибли на фронте. В 1959 году в составе колхоза «Красный Маяк» (центр — деревня Роги).

## Население

### Численность
- 2004 год — 13 хозяйств, 20 жителей.

### Динамика
- 1926 год — 17 дворов, 97 жителей.
- 1959 год — 93 жителя (согласно переписи).
- 2004 год — 13 хозяйств, 20 жителей.